# エクリン腺

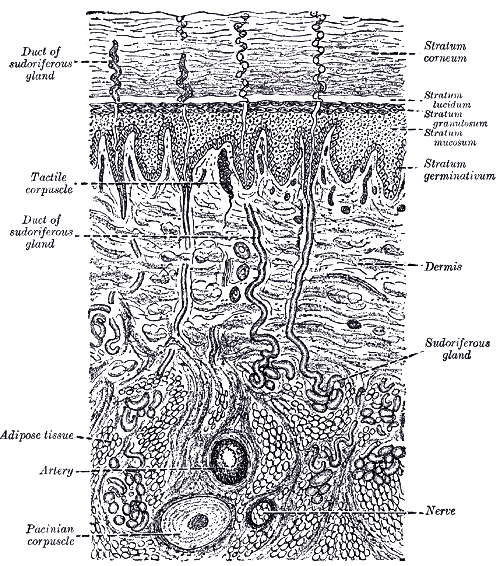
皮膚の断面図

エクリン腺（エクリンせん：Eccrine sweat glands）は、人間のほぼ全身の体表面に分布している汗腺。人間が出す汗の殆どはこのエクリン腺からの汗（エクリン汗という）である。エクリン汗の成分はアポクリン腺からの汗（アポクリン汗）に比べて薄い。
エクリン腺は、毛包とは独立していて、比較的皮膚表面から浅いところに位置する。エクリン腺がない部位は、陰茎の亀頭、包皮の内側、陰核、小陰唇、外耳道、爪床、唇などである。